# Tisaniba rimbo
Tisaniba rimbo es una especie de araña del género Tisaniba, familia Salticidae. Fue descrita científicamente por Logunov en 2020.
Habita en Indonesia (Sumatra).